# Yunmenling (köpinghuvudort i Kina, Jiangxi Sheng, lat 25,24, long 115,74)
Yunmenling är en köpinghuvudort i Kina. Den ligger i provinsen Jiangxi, i den sydöstra delen av landet, omkring 380 kilometer söder om provinshuvudstaden Nanchang. Antalet invånare är 41 725. Befolkningen består av 19 715 kvinnor och 22 010 män. Barn under 15 år utgör 26,0 %, vuxna 15-64 år 66 %, och äldre över 65 år 7,0 %.
Runt Yunmenling är det ganska tätbefolkat, med 120 invånare per kvadratkilometer. Närmaste större samhälle är Zhoutian, 9,9 km norr om Yunmenling. I omgivningarna runt Yunmenling växer huvudsakligen savannskog.
Genomsnittlig årsnederbörd är 1 936 millimeter. Den regnigaste månaden är maj, med i genomsnitt 372 mm nederbörd, och den torraste är oktober, med 18 mm nederbörd.